# مارتن وارنر (مستثمر)
مارتن وارنر (بالإنجليزية: Martin Warner)‏ هو مستثمر بريطاني، ولد في 1972 في كنت في المملكة المتحدة.